# Aeródromo de Calaf-Salavinera

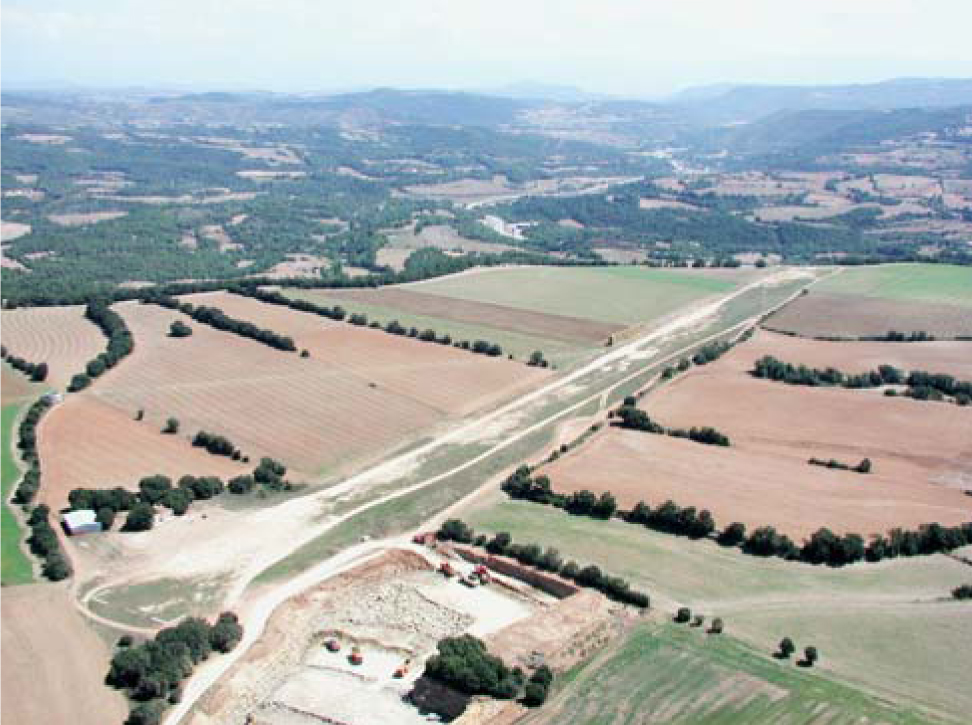
Aeródromo de Calaf

El Aeródromo de Calaf-Sallavinera, (OACI: LECF) es una aeródromo privado español situado en el municipio de Sallavinera (Barcelona), 7 km al norte de Calaf. Es utilizado por la aviación deportiva y las brigadas antiincendios. Posee una única pista de tierra (13/31) categoría 2C.
La Generalidad de Cataluña, dentro de su Plan de aeropuertos, aeródromos y helipuertos 2009-2015, prevé realizar una remodelación y mejora de las instalaciones actuales del aeródromo, ampliando la pista, construyendo dos hangares, un local social y un depósito de combustible. También les condiciones climatológicas adversas de zona y el posible impacto acústico sobre el núcleo urbano de Calaf han tenido lugasr diversas protestas de ciudadanos en contra del Plan Director del aeródromo.